# Laureldale
Laureldale es un borough ubicado en el condado de Berks en el estado estadounidense de Pensilvania. En el año 2000 tenía una población de 3,759 habitantes y una densidad poblacional de 1,783.3 personas por km².

## Geografía
Laureldale se encuentra ubicado en las coordenadas 40°23′21″N 75°54′51″O / 40.38917, -75.91417.

## Demografía
Según la Oficina del Censo en 2000 los ingresos medios por hogar en la localidad eran de $42,951 y los ingresos medios por familia eran $48,846. Los hombres tenían unos ingresos medios de $37,650 frente a los $24,924 para las mujeres. La renta per cápita para la localidad era de $20,522. Alrededor del 4.3% de la población estaba por debajo del umbral de pobreza.